# Трибјун (Канзас)
Трибјун (енгл. Tribune) град је у америчкој савезној држави Канзас.

## Демографија
По попису из 2010. године број становника је 741, што је 94 (-11,3%) становника мање него 2000. године.
| Група             | 2000.       | 2010.       |
| Белци             | 767 (91,9%) | 632 (85,3%) |
| Афроамериканци    | 1 (0,1%)    | 1 (0,1%)    |
| Азијати           | 1 (0,1%)    | 2 (0,3%)    |
| Хиспаноамериканци | 53 (6,3%)   | 96 (13,0%)  |
| Укупно            | 835         | 741         |